# ياغ فيبيند 44
ياغ فيبيند 44 (JV 44) وحدة جوية ألمانية خلال الحرب العالمية الثانية. تم تشكيلها خلال الأشهر الأخيرة من الحرب العالمية الثانية لتشغيل المقاتلة النفاثة مسرشميت مي 262. 
كان قائد JV 44 هو الجنرال أدولف غالاند، جنرال دير ياغ فليغر السابق (جنرال الطيارين المقاتلين) الذي تم فصله مؤخرًا من منصبه من قبل هيرمان جورينج لانتقاده السياسات التشغيلية، والعقيدة الاستراتيجية، والتكتيكات التي أمرت بها أوبركوماندو دير لوفتفافه. تم تكليف جالاند بإعداد وحدة مي 262 صغيرة لإثبات قدرات المقاتلات النفاثة.  

تألفت JV 44 من مجموعة من الطيارين ذوي الخبرة (Experten) الذين تم اختيارهم من موظفي جالاند السابقين أو تم تجنيدهم من الوحدات التي تم حلها أو تم إعادة تجهيزها. حققت JV 44 أداءً جيدًا خلال تاريخها القصير، حيث حققت نسبة قتل 4 إلى 1. ومع ذلك، كان لديها عدد قليل نسبيًا من الطائرات النفاثة التشغيلية المتاحة لأي طلعات جوية فردية وأجبرت مرارًا على الانتقال بسبب اقتراب القوات البرية المتحالفة. وشملت مكملتها 50 طيارا و25 طائرة.

### قائمة المراجع
- Forsyth، Robert (2008). Jagdverband 44 : Squadron of Experten. Aviation Elite Units. Oxford: Osprey Publishing. ج. 28. ISBN:978-1-84603-294-3. مؤرشف من الأصل في 2020-04-06. اطلع عليه بتاريخ 2017-11-27.